# Bochtverbreding
Bochtverbreding wordt toegepast bij wegen met bochten die een kleine boogstraal hebben. 
De achterwielen van een voertuig beschrijven in bochten namelijk een kleinere straal dan de voorwielen. Hoe kleiner de boogstraal van de bocht, des te groter dit verschil wordt. Bij een lange wielbasis (een bus bijvoorbeeld) wordt dit verschil nog groter. Om er voor te zorgen dat een voertuig niet naast de rijbaan terechtkomt, wordt deze in zekere mate verbreed. Deze breedte is onder andere afhankelijk van de ontwerpsnelheid en de boogstraal van de bocht.
De formule is: bochtverbreding is 50/boogstraal.
De bochtverbreding wordt meestal aan de binnenzijde van de boog aangebracht. Is er sprake van meerdere rijstroken, dan wordt meestal alleen de meest rechtse rijstrook verbreed.